# Юдейський Володимир
Юдейський Володимир (1880–1949), радянський діяч родом з Новогеоргіївського на Херсонщині. Один з большевицьких керівників на Луганщині (1910—1912), з жовтня 1917 в Одесі — голова ЦВК Румчеррду, 1918 голова одеського Раднаркому. Деякий час працював у Петербурзі й Москві, 1919 очолював вищу військову інспекцію України. 1923 — 49 на партійній роботі.